# 市神
市神（いちがみ）は、市場を司る神。市の神、市場神とも称する。
商業神や地主神の一形態で、市場や市組の境界や市場集落と近隣集落との境界に奉祀される場合があり、市の行われる土地の区画を管理する神としての性格をもつ。

## 概要
市場の守護神として信仰される神で、交易の場である市場の安全と公正な取引を期するために祭祀された。市神の祭りは正月の初市に行われるものが多く、酉市や暮市に行われるものがある。
市場の開設される場所の多くは古くからの街道上で、市神は路傍に祭祀されたが、近代以後の交通事情により道路上から近隣の神社境内での開市とされ、市神も境内地に移される場合があった。

## 神体と祭神
神体は、円形の自然石が多く、球形の玉石、卵形、砲弾形、木造の六角柱、陰陽一対のものなどがある。祭神は、神大市比売や市杵島姫といった市の名をもつ神、恵比寿（蛭子神・事代主神）、大黒（大国主神・大物主神）、稲荷神などの福利をもたらす神であることが多い。その他、須佐之男命（牛頭天王）、迦具土神（秋葉権現）などが見られる。